# شترمرغ شاخدار
شترمرغ شاخدار، شترمرغ کلاه‌خودی یا کاسوآری (به انگلیسی: Cassowary) که به نام سنگ‌تاج و پرنده مهاجم نیز شناخته می‌شوند، پرندگانی بی‌تیغه و بی‌پرواز هستند.
کاسواری نام این پرندگان در زبان مالایی است.

## خاستگاه
بومی جنگل‌های گرمسیری گینه نو و آبخوست‌های مجاور و شمال خاوری استرالیا هستند.

## گونه‌ها

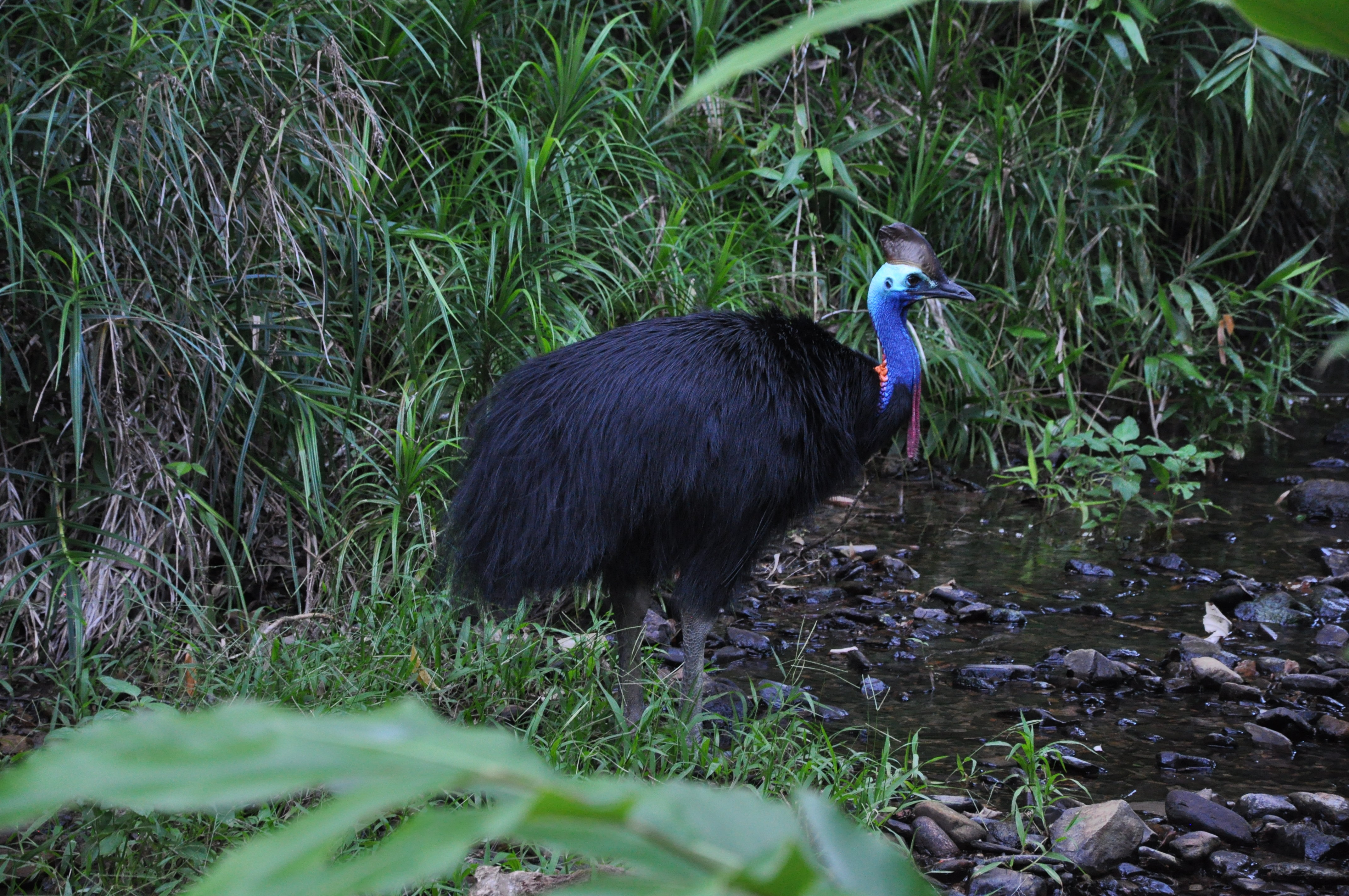
شترمرغ شاخدار

شترمرغ شاخدار مانند شترمرغ در راسته بی‌تیغه‌ها قرار می‌گیرد. اما نزدیکترین خویشاوند زندهٔ آن‌ها شترمرغ استرالیایی است که با ایشان در یک خانواده قرار می‌گیرد. کیوی نیوزیلندی که نیای مشترک آن‌ها است که ۴۰ میلیون سال پیش این گونه‌ها جدا شدند. آن‌ها در واقع یکی از آخرین بازماندگان دایناسورها هستند.
امروز سه گونه زنده از آن‌ها با نام‌های شترمرغ شاخدار جنوبی، شترمرغ شاخدار شمالی و شترمرغ شاخدار کوتوله باقی‌مانده است. رایج‌ترین گونه کاسوآری، شترمرغ شاخدار جنوبی است که سومین پرنده بلندقامت جهان و دومین پرنده سنگین زنده (پس از شترمرغ و شترمرغ استرالیایی) به‌شمار می‌آید.

## خوراک
غذای اصلی شترمرغ‌های شاخدار میوه است اما به‌طور کلی همه‌چیزخوارند.

## رفتار
شترمرغ‌های شاخدار بسیار مردم‌گریز هستند. اما اگر مزاحمتی حس کنند، می‌توانند سگ یا انسان را به‌طور خطرناک یا کشنده‌ای زخمی‌کنند. گاهی از آن‌ها با عنوان «مرگبارترین پرنده جهان» یاد می‌شود.آن‌ها پرندگان منفردی هستند مگر در زمان آشنایی برای جفت‌گیری، تخم‌گذاری، و گاهی در اطراف منابع فراوان غذایی. کاسوآری نر از قلمرویی به مساحت ۷ کیلومتر مربع (۱۷۰۰ هکتار) برای خود دفاع می‌کند و کاسوآری ماده قلمروهای بزرگ‌تری دارد که با قلمرو چندین نر تداخل پیدا می‌کند. به‌نظر می‌رسد آن‌ها در طول زندگی خود در همان‌جا می‌مانند.
هنگامی که جنس ماده کاسواری تخم‌گذاری می‌کند، جنس نر کاسواری وظیفه حفاظت از تخم‌ها را بر عهده دارد که این محافظت ۵۰ روز طول می‌کشد و پس از متولد شدن جوجه‌ها، همچنان جنس نر کاسواری وظیفه دارد که تا یک سالگی جوجه‌ها، مراقب آن‌ها باشد.

## شکارچیان
در خانه اصلی خود یعنی گینه نو، کاسواری‌ها بزرگ‌ترین و غالب‌ترین و مهیب‌ترین پرندهٔ جزیره هستند. به این ترتیب، کاسواری‌های بالغ هیچ دشمن طبیعی دیگری به جز انسان ندارند و حتی در چنین صورتی، پرندگان به دلیل شهرتشان به ندرت شکار می‌شوند؛ برای اهداف تشریفاتی، جوجه‌های آن‌ها نسبت به بزرگسالان ترجیح داده می‌شوند)، اما جوجه‌های آنها در برابر مارهای بزرگ پیتون آسیب‌پذیر هستند. سگ‌های آوازخوان گینه نو و عقاب‌های پاپوآ. نرهای بالغ به شدت از جوجه‌های خود دفاع می‌کنند.